# Gustav Schübler
Gustav Schübler, född den 15 augusti 1787 i Heilbronn, död den 8 september 1834 i Tübingen, var en tysk botanist.
Schübler var vid sin död professor i naturhistoria vid Tübingens universitet.
Auktorsnamnet Schübl. kan användas för Gustav Schübler i samband med ett vetenskapligt namn inom botaniken; se Wikipediaartiklar som länkar till auktorsnamnet.